# Venta de la Mascareta
La Venta de la Mascareta es un edificio situado en la localidad española de Tomares (Sevilla) que sirvió en su creación como establecimiento de avituallamiento, hospedaje y descanso de viajeros y animales situada en el Camino Real de Sevilla a Aznalcázar. Es una de las pocas edificaciones de este tipo que se conservan exteriormente en su estado original.

## Historia
Durante la época de las flotas de Indias, el camino real de Aznalcázar era una vía importante que, además de comunicar la capital con los pueblos del sur del Aljarafe y de la Marisma del Guadalquivir, conectaba el puerto de Sevilla con el complejo portuario de los muelles de la Torre de Benamajón y de las Nueve Suertes situados en la confluencia del río Guadiamar con el brazo de la Torre del Río Guadalquivir, en el término de Aznalcázar, puerto muy abrigado de donde partía una parte del abastecimiento de las Armadas de Guarda de la Carrera de Indias y del Estrecho que tenían su base en Sanlúcar de Barrameda.
El camino real partía desde la hacienda de la Torrecilla en Triana y formaba un arrecife empedrado y arbolado desde las alcantarillas o tajeas que cruzaban el Charco de la Pava y la Madre Vieja hasta la cuesta. En 1827 se construyó un nuevo arrecife que siguiendo el arroyo del Cachón ascendía la pendiente por el cerro de Chavoya hasta desembocar directamente en la Venta de la Mascareta. 
El camino real continuaba siguiendo las ventas de Zaudín Bajo, Santo Domingo y Río Pudio hasta Bollullos de la Mitación y desde allí hasta Aznalcázar. (“Consumo y fiscalidad en el reino de Sevilla: el servicio de millones en el siglo XVII” Ildefonso Pulido Bueno. Excma. Diputación de Sevilla. 1984. Página 97. ISBN 84-500-9778-9).	

Dado que brotaba un venero al pie de la calzada, que permitía un abastecimiento permanente de agua para personas y animales, el origen de la venta se pierde en el tiempo y está ligada a la existencia del propio camino.

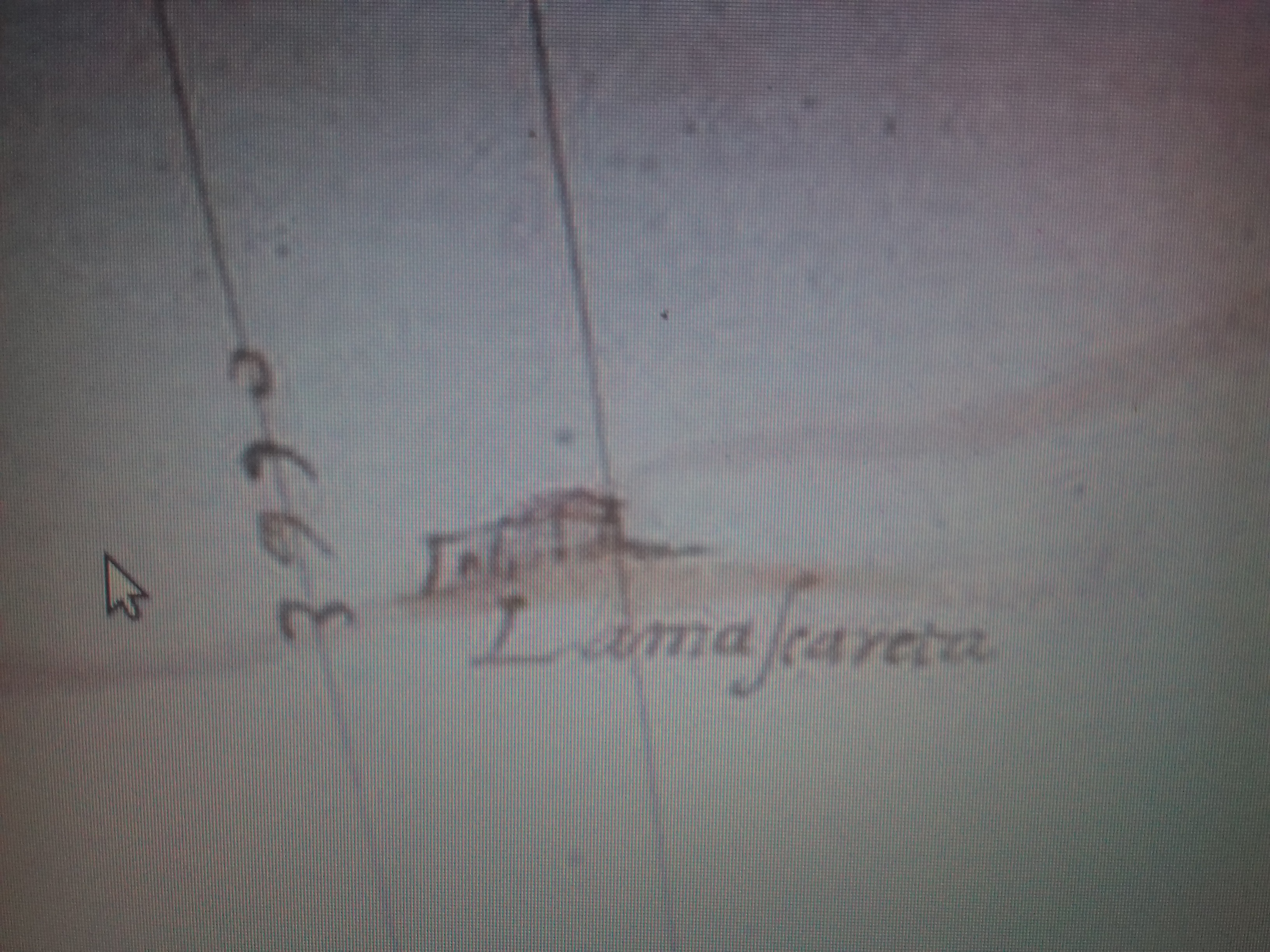
Imagen del Plano de Obando de 1628 donde se aprecia la venta con su porche tal como hoy la conocemos

En el plano de Obando de 1628 la figura con la que se representa la venta tiene un aspecto muy similar al actual, donde se muestra el porche y el edificio de dos alturas.
La importancia económica de la venta era tal, que su propietario, Juan de Cabañas y Agreda, caballero de Santiago y Alférez Mayor de Sevilla constituyó un mayorazgo sobre la venta en el siglo XVII, según consta en la respuesta 29 al cuestionario del Catastro de Ensenada correspondiente a la villa de Tomares, redactado con fecha 12 de diciembre de 1755 y que continuó hasta mediados del siglo XIX.
Dado que el camino real de la Mascareta era uno de los siete por los que se entraban en Sevilla, que controlaba el acceso a los cerros que dominaban la capital y que era el último establecimiento de sus características antes de llegar a la misma, en ella se desarrollaron algunos acontecimientos históricos dignos de mencionarse.
En año 1649 y ante la inminencia de la llegada de la epidemia de peste bubónica que terminó con la vida de la mitad de la población de Sevilla, la Junta de Salud de la ciudad estableció en su edificio un “puerto” de vigilancia para evitar que las personas infectadas por la plaga llegaran a la ciudad a través de Triana.
Durante la invasión francesa de Sevilla, las tropas napoleónicas ocuparon militarmente la venta en 1810, estableciendo un puesto de control. En 1811 el general francés Soult dio órdenes de instalar en sus inmediaciones una batería para defender a la ciudad que nada pudo hacer ante el ataque anglo-español del verano siguiente.
Algunos romances de ciegos localizan en la venta o en sus inmediaciones algunos episodios de bandoleros que tanto éxito popular tuvieron a lo largo de los siglos XVIII y XIX.
El escritor Serafín Estébanez Calderón publica en el “Semanario Pintoresco Español” en 1842 un poema titulado “Vacaciones del muchacho” en el que una parte del mismo se desarrolla en la venta de la Mascareta y que fue recogido en sus obras completas de 1888, pag. 358.
El tráfico de mercancías y de viajeros del camino real de Aznalcázar fue declinando a medida que fue intensificándose el de la carretera de Huelva que fue construida expresamente a mediados del siglo XIX tras ser designada como capital de provincia en la división administrativa que se hizo en 1833.
A finales de aquel siglo, el camino real terminó transformándose en una modesta vereda de paso del ganado que se encaminaba desde las marismas hasta el matadero sevillano. La venta perdió su importancia y terminó por desaparecer el negocio. El edificio acabó siendo residencia de los propietarios de la huerta aneja al mismo.

## La “fuente de la Mascareta”

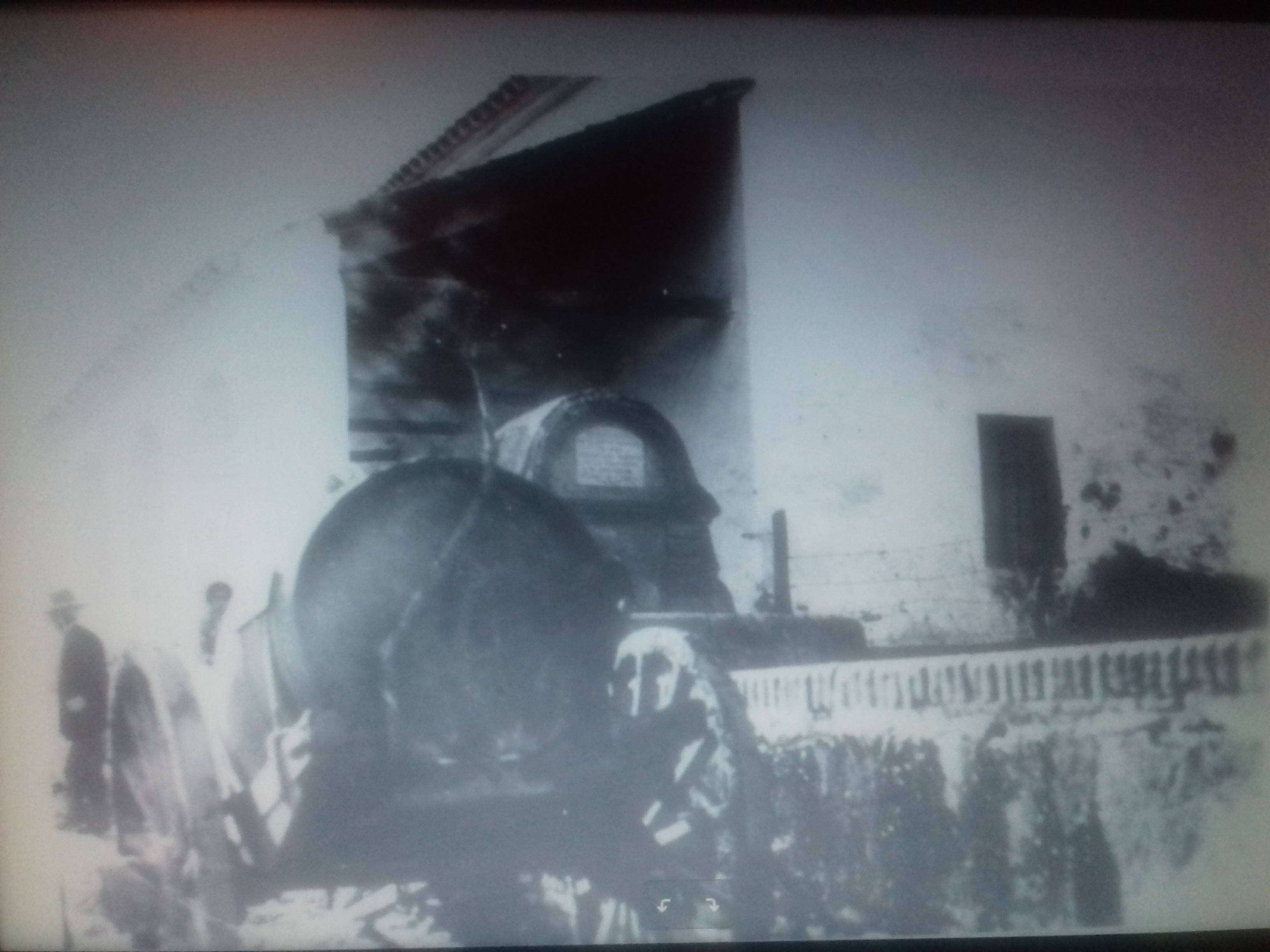
Pilón de la Mascareta

Lo que hoy en día se le califica como fuente, llegando algunos a confundirla con la Fuente de Tomares, era en realidad un modesto “venerillo de agua que surte un pilar contiguo a la venta de la Mascareta” según la descripción que el médico e investigador austríaco Philip M. Hauser hace en 1882.
El pilar o pilón de la Mascareta fue en su origen la razón de ser de la propia venta y al desaparecer ésta, el único signo de su pasado esplendor, hasta que fue inexplicablemente demolido a finales de los años sesenta. En su lugar se instaló una tosca fuente con un grifo, que en posteriores reformas han convertido en un remedo de pequeño abrevadero.
Todavía permanece en la retina de los más viejos de Tomares la estampa de los toros bravos conducidos a la plaza de toros de Sevilla, saciando polvorientos su sed bajo la atenta mirada de los mayorales.

## Descripción del edificio

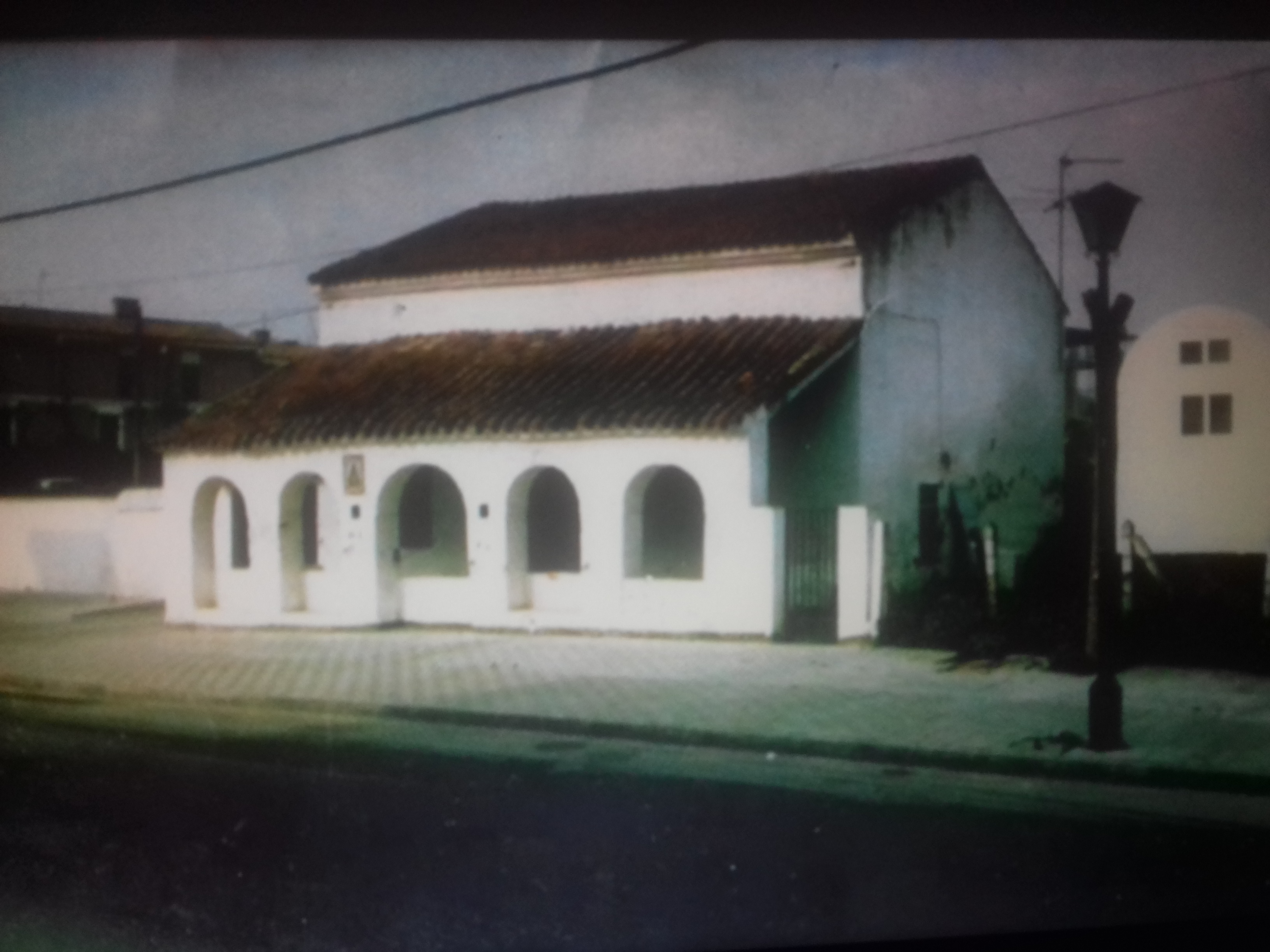
Venta de la Mascareta

La venta de la Mascareta se encuentra formando parte del casco urbano de Tomares en la calle Maestra Antonia Caracuel.
El elemento principal de la venta es una construcción de planta rectangular con tejado a dos aguas situado en los márgenes de un desmonte. La fachada principal se orienta al este y tiene dos pisos y un pórtico, porche o galería adosado al edificio principal sustentado por anchos pilares de ladrillo que forman cinco elegantes arcos de medio punto, siendo el del centro de mayor anchura que los restantes. El interior fue modificado en su día, cuando se transformó en vivienda familiar. Ha sido privado de todas las rejas que tenía el edificio y las puertas y ventanas han sido tapiadas.
No consta fecha de construcción, pero su personalidad y trazado lo aproximan a edificios de estilo popular andaluz del siglo XVII o XVIII.

## Estado actual
La desidia, la especulación urbanística y el desconocimiento y la ignorancia del patrimonio histórico local de los nuevos habitantes del pueblo que forman la mayoría de la población, han provocado que el edificio se encuentre actualmente en estado de ruina inminente con peligro de desplome. Las autoridades locales siguen tolerando que las ramas de una enorme higuera culminen la obra que el abandono y la incuria comenzaron hace ya muchos años.
No consta que se haya iniciado ningún expediente para declararlo como Bien de Interés Cultural de Andalucía.
No se ha organizado ninguna Asociación Cultural que inste a proteger este edificio histórico.